# Chijmuri
Chijmuri ist eine Streusiedlung im Departamento Chuquisaca im südamerikanischen Andenstaat Bolivien.

## Lage im Nahraum
Chijmuri ist viertgrößter Ort des Kanton Sijcha im Municipio Poroma in der Provinz Oropeza. Die Ortschaft liegt auf einer Höhe von 2977 m an einem rechten Nebenfluss des Río Toero, der in den Río Portillo mündet, einem der beiden Quellflüsse des Río Chico, einem Nebenfluss des bolivianischen Río Grande.

## Geographie
Chijmuri liegt östlich des Altiplano in der bolivianischen Cordillera Central. Das Klima ist ein gemäßigtes Höhenklima und ein typisches Tageszeitenklima, bei dem die mittlere Temperaturschwankung im Tagesverlauf stärker ausfällt als im Jahresverlauf.
Die Jahresdurchschnittstemperatur in der Region liegt bei etwa 16 °C (siehe Klimadiagramm Sucre), die Monatsdurchschnittswerte schwanken zwischen 14 °C im Juni/Juli und 17 °C im Oktober/November. Der Jahresniederschlag beträgt etwa 700 mm und weist fünf aride Monate von Mai bis September mit Monatswerten unter 25 mm auf, und eine deutliche Feuchtezeit von Dezember bis Februar mit Monatsniederschlägen zwischen 125 und 150 mm.

## Verkehrsnetz
Chijmuri liegt in einer Entfernung von fünfzig Straßenkilometern nördlich von Sucre, der Hauptstadt des Departamentos.
Durch Sucre führt die Nationalstraße Ruta 5, die in West-Ost-Richtung von der chilenischen Grenze im Westen über Sucre bis ins Tiefland von Santa Cruz führt; und die Ruta 6, die von der Grenze zu Paraguay über Sucre in Nord-West-Richtung bis Machacamarca im Departamento Oruro führt.
Die Straße von Sucre nach Pojpo folgt vom Stadtzentrum aus zuerst der Ruta 5 nach Norden und verlässt dann die Ruta 5 im Barrio Katalla Baja, lässt das Flugfeld des alten Flughafens von Sucre „Juana Azurduy de Padilla“ linker Hand liegen, und erreicht vorbei an der Ortschaft Llimphi schließlich La Barranca. Von hier aus führt die Straße weiter in nördlicher Richtung über Chijmuri bis Piocera am Río Porras.

## Bevölkerung
Die Einwohnerzahl der Ortschaft ist im vergangenen Jahrzehnt angestiegen:
| Jahr | Einwohner         | Quelle       |
| ---- | ----------------- | ------------ |
| 1992 | keine Detaildaten | Volkszählung |
| 2001 | 199               | Volkszählung |
| 2012 | 228               | Volkszählung |
| 2024 |                   | Volkszählung |

Die Region weist einen hohen Anteil an Quechua-Bevölkerung auf, im Municipio Poroma sprechen 99,5 Prozent der Bevölkerung Quechua.